# 7077 Shermanschultz
7077 Shermanschultz (1982 VZ) là một tiểu hành tinh vành đai chính được phát hiện ngày 15 tháng 11 năm 1982 bởi E. Bowell ở trạm Anderson Mesa thuộc đài thiên văn Lowell.